# Петърско езеро
Петърското езеро (на гръцки: Λίμνη Πετρών, Лимни Петро̀н, старо Πετέρσκο ) е езеро в Егейска Македония, Северна Гърция.
Езерото е разположено на територията на дем Суровичево (Аминдео) в крайната северна част на котловината Саръгьол между две разклонения на планината Малка Нидже на надморска височина от 570 метра. Площта му е около 12 квадратни километра, а максималната дълбочина - 3 метра. Езерото е свързано със Суровичката река (Рема Аминда) със съседното Руднишко езеро (Химадитида), от което получава вода, а то на свой ред се оттича в разположеното на изток Островско езеро (Вегоритида).
На западния бряг на езерото е разположено село Петърско, днес Петрес, а близо до югозападния - град Суровичево (Аминдео).
Петърското и Островското езеро образуват обща екосистема, в която има над 130 видове птици, много от които застрашени, много видове бозайници като видри и уникални видове риби като Coregonus Lavaretus. Само в Петърското езеро птичите видове са над 90, някои от които мога да бъдат открити само тук, като лагоната (Phalacrocorax carbo и Phalacrocorax pygmaeus).
В 1977 година Петърското езеро е обявено за място със специална природна красота. Езерото заедно със съседното Островско езеро е включено в мрежата от защитени територии Натура 2000 (1340004) и двете езера са определени като орнитологично важни места (045).